# Strzelectwo na Igrzyskach Imperium Brytyjskiego i Wspólnoty Brytyjskiej 1966 – pistolet dowolny, 50 m (mężczyźni)
Strzelanie z pistoletu dowolnego z 50 metrów mężczyzn na Igrzyskach Imperium Brytyjskiego i Wspólnoty Brytyjskiej 1966, było jedną z pięciu strzeleckich konkurencji rozgrywanych na igrzyskach w Kingston.
W konkurencji tej wystartowało 15 zawodników z 10 reprezentacji. W zawodach zwyciężył Anglik Charles Sexton, który o sześć punktów wyprzedził Kanadyjczyka Jules'a Sobriana i o osiem punktów kolejnego przedstawiciela "kraju klonowego liścia" Garfielda McMahona, który zakończył zawody na trzecim miejscu. W turnieju wystąpiło też dwóch reprezentantów gospodarzy, z których wyżej, bo na piątym miejscu, uplasował się Julio Machado.
Ostatnie, 15. miejsce zajął reprezentant Hondurasu Brytyjskiego (dzisiejsze Belize) Henry Flowers, który w swoim jedynym (lub jednym z niewielu) starcie na dużej międzynarodowej imprezie zajął ostatnie miejsce z bardzo dużą stratą do wyprzedzających go rywali (do Petera Laurence'a stracił blisko 90 punktów).
Konkurencja ta w programie igrzysk pojawiła się po raz pierwszy (łącznie z całym strzelectwem, które debiutowało na igrzyskach).

## Wyniki
| Pozycja | Zawodnik          | Reprezentacja      | Suma punktów |
| ------- | ----------------- | ------------------ | ------------ |
| 1       | Charles Sexton    | Anglia             | 544          |
| 2       | Jules Sobrian     | Kanada             | 538          |
| 3       | Garfield McMahon  | Kanada             | 536          |
| 4       | Anthony Chivers   | Anglia             | 534          |
| 5       | Julio Machado     | Jamajka            | 522          |
| 6       | R. Stanford       | Irlandia Północna  | 519          |
| 7       | Bertram Manhin    | Trynidad i Tobago  | 517          |
| 8       | Ronald Ramsay     | Szkocja            | 513          |
| 9       | Michael Papps     | Australia          | 511          |
| 10      | James Kirkwood    | Australia          | 494          |
| 11      | M. Salam          | Pakistan           | 493          |
| 12      | Leonard Bull      | Kenia              | 490          |
| 13      | Keith De Casseres | Jamajka            | 489          |
| 14      | Peter Laurence    | Kenia              | 476          |
| 15      | Henry D. Flowers  | Honduras Brytyjski | 389          |